# Шиці (Малопольське воєводство)
Шиці (пол. Szyce) — село в Польщі, у гміні Велька Весь Краківського повіту Малопольського воєводства.
Населення — 466 осіб (2011).
У 1975-1998 роках село належало до Краківського воєводства.

## Демографія
Демографічна структура станом на 31 березня 2011 року:
|          | Загалом | Допрацездатний вік | Працездатний вік | Постпрацездатний вік |
| -------- | ------- | ------------------ | ---------------- | -------------------- |
| Чоловіки | 233     | 52                 | 155              | 26                   |
| Жінки    | 233     | 48                 | 137              | 48                   |
| Разом    | 466     | 100                | 292              | 74                   |